# Ken Wilber
Ken Wilber (Kenneth Earl Wilber Jr., Oklahoma City, Estados Unidos, 31 de janeiro de 1949) é um famoso pensador e criador da Psicologia Integral, e de forma mais geral do Movimento Integral.
Sua obra concentra-se basicamente na integração de todas as áreas do conhecimento (ciência, arte, filosofia, espiritualidade). A preocupação em unir ciência e religião apoia-se em sua própria experiência e na de diversos místicos de algumas das grandes tradições de sabedoria, tanto ocidentais quanto orientais; aliado à sua releitura transpessoal da psicologia analítica de Carl Gustav Jung.
Mesmo sendo considerado um fundador da escola da Psicologia Transpessoal, desde então ele se dissociou dela. Em 1998 Wilber fundou  o Instituto Integral (Integral Institute), organização que reúne os inúmeros pensamentos nas questões sobre a ciência e a sociedade de maneira integral. Ele tem sido pioneiro no desenvolvimento da Psicologia Integral, da Política Integral - e, mais recentemente, de uma nova Espiritualidade Integral.
No dia 4 de Janeiro de 1997, o jornal alemão Die Welt declarou Wilber como "o maior pensador no campo da evolução da consciência", ao passo que a Publishers Weekly chamou-o de "o Hegel da espiritualidade oriental".

## Obra
No Brasil, Ken Wilber é mais conhecido pela fase inicial de seus trabalhos, em especial pelos livros "Espectro da Consciência" e "Projeto Atman". Contudo, sua maior contribuição - a proposta de integração de todas as áreas do conhecimento humano - ainda estaria por vir.
Em seus novos trabalhos, Wilber dedica-se à prospecção de uma "Teoria de Tudo", um metamodelo do conhecimento já produzido que possa unificar e estruturar a visão do que chama de Kosmos: físico, vida, mente, alma e espírito. Em "Consciência Cósmica" (Kosmic Consciousness), Wilber começou o que ele se intitula: contador de histórias e criador de mapas. Suas histórias falam sobre questões universais e seus mapas integram várias perspectivas do cosmos.
Em "Uma Teoria de Tudo" (A Theory of Everything), texto introdutório ao paradigma integral, Wilber sintetiza suas teorias e ferramentas, e propõe uma visão integral - e unificável - para os negócios, a política, a ciência e a espiritualidade. Em "Espiritualidade Integral", Wilber expande sua visão Integral para formular uma nova teoria para a espiritualidade, propondo um papel inovador para a religião, transcendência e sua aplicação no cotidiano. Ken Wilber possui também uma obra de ficção (Boomerite: Um Romance que deixará você livre), onde seus questionamentos e conceitos podem ser absorvidos didaticamente ao serem retratados no cotidiano de um homem de seu tempo.

## Recepção
Wilber foi categorizado primeiramente como New Age devido a sua ênfase na visão transpessoal e, mais recentemente, como filósofo. A Publishers Weekly chamou-o de "o Hegel da espiritualidade oriental".
Wilber é creditado com a ampliação do apelo de uma "filosofia perene" para um público muito mais amplo. Figuras culturais tão variadas quanto Bill Clinton, Al Gore, Deepak Chopra, Richard Rohr, e o músico Billy Corgan. mencionaram sua influência. Contudo, a abordagem de Wilber tem sido criticada como “comercializado da espiritualidade”. Inúmeros críticos citam problemas com interpretações de Wilber e citações imprecisas de suas fontes amplas, bem como questões estilísticas com repetições gratuitas, além da duração excessiva do livro e uso de hipérboles.
Steve McIntosh elogia o trabalho de Wilber, mas também argumenta que Wilber não consegue distinguir "filosofia" de sua própria religião Vedanta e Budista. Christopher Bache é elogioso em alguns aspectos do trabalho de Wilber, mas chama o estilo de escrita de Wilber de simplista.
O psiquiatra Stanislav Grof elogiou o conhecimento e o trabalho de Wilber nos mais altos termos; entretanto, Grof criticou a omissão dos domínios pré e perinatais do espectro de consciência de Wilber, e a negligência de Wilber da importância psicológica do nascimento biológico e da morte. Grof descreveu os escritos de Wilber como tendo um "estilo polêmico frequentemente agressivo que inclui ataques ad personam fortemente enunciados e não conduz a um diálogo pessoal.”